# Trail Dust of a Maverick; Verses of Cowboy Life, the Cattle Range and Desert

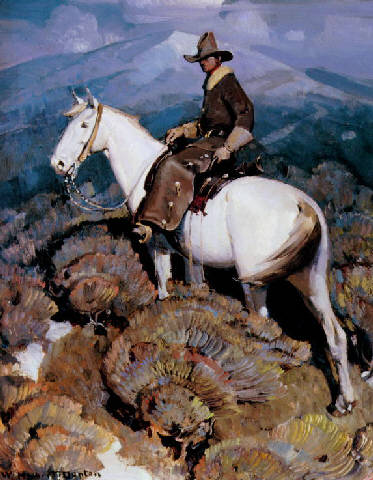
William Herbert Dunton (1878-1936), The Horse Rustler

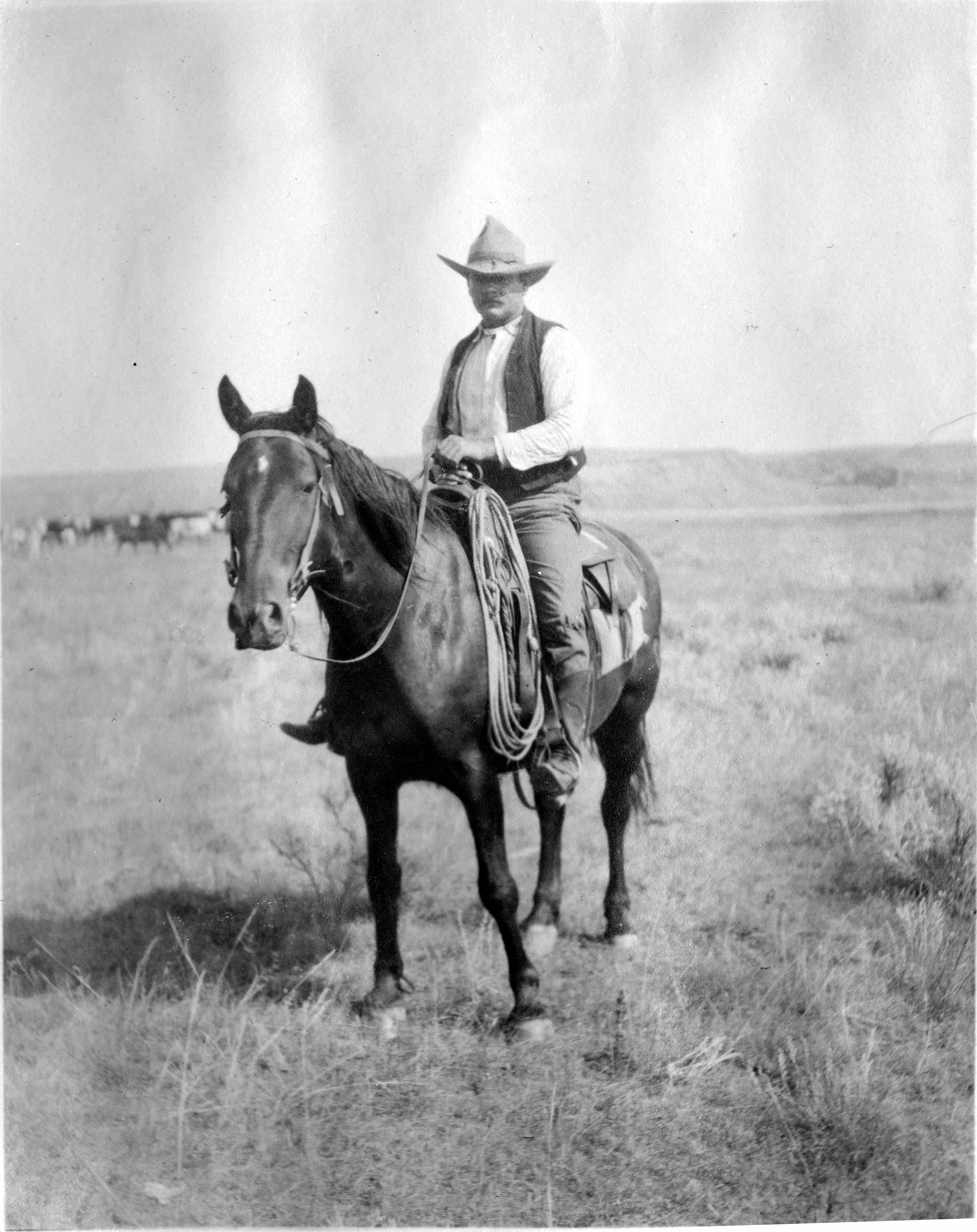
Amerykański kowboy

Trail Dust of a Maverick; Verses of Cowboy Life, the Cattle Range and Desert – tomik amerykańskiego dziennikarza, historyka i poety Earla Alonza Brininstoola, opublikowany w 1914 i wznowiony w 1921. Zbiorek został opatrzony dedykacją dla kapitana Jamesa H. Cooka:

To Capt. James H. Cook, one of the last of the old-time Texas trail cowboys; a hunter of renown; a staunch friend of the American Indian; an army scout of distinction and my warm personal friend, this little volume of cowboy and other Western poems is most affectionately dedicated.

Przedmowę do pierwszego wydania napisał Robert J. Burdette, a wstęp do wznowienia George Wharton James. Tomik zawiera utwory o Dzikim Zachodzie, napisane specyficznym dla tego regionu językiem, na co zwrócił uwagę wspomniany Robert J. Burdette: Not poems in slang, but in dialect.